# Armoriales ilirios

Armoriales ilirios por el Armorial de Korjenić-Neorić.

Los Armoriales ilirios (en serbocroata: Ilirski grbovnici) son un grupo de armoriales compilados principalmente a partir de escudos de armas medievales ficticios, entre los que se pueden encontrar varios escudos de armas reales, durante finales del siglo XVI y mediados del siglo XVIII. Todos son copias basadas en el supuesto original perdido del Armorial Ohmučević (en serbocroata: Ohmučevićev grbovnik), encargado por Petar Ohmučević (fallecido en 1599), una persona de origen ragusano, que se convirtió en almirante de la corte y la marina españolas en algún momento entre 1584 y 1594. Es un ejemplo de la forma más temprana («interconfesional») de la idea del movimiento Ilirio y la noción del llamado «Imperio ilirio», que formó la base ideológica tanto para el posterior ascenso del nacionalismo en los Balcanes entre sus eslavos del sur, como para la idea de unificación en un estado que en tiempos posteriores tomó la forma de Yugoslavia.
Los armoriales combinan escudos históricos (de finales de la Edad Media) con escudos ficticios para construir la noción de un «Imperio ilirio». Este imperio ficticio coincidía exactamente con el ámbito de interés del Imperio español en los Balcanes en aquella época y, por lo tanto, también con el del propio Petar. El objetivo personal de Petar Ohmučević era confirmar sus propios orígenes nobiliarios «ilirios», después de haber ascendido al rango de almirante en la marina española, para poder optar a las órdenes de caballería mayores de la España de los Habsburgo en aquella época, para lo cual era necesario demostrar que descendía de ocho bisabuelos nobles y puramente católicos. Ohmučević recibió el estatus de noble en 1594, lo que se considera el terminus ante quem del escudo de armas.
Algunos creen que se trata de un escudo de armas atribuido al Imperio serbio, porque la propia creación suele estar firmada como insignia del emperador Esteban Dušan (Imperatoris Stephani Stephani Nemagnich Insignia, etc.)
El escudo de armas de Ohmučević puede ser considerado un proyecto personal de invención y de investigación del origen de uno mismo, o incluso un bulo, ya que inventó la genealogía para defraudar a una corte española y poder optar al codiciado título. Sin embargo, no se puede negar su inmensa influencia a la hora de convertirse en la base de la heráldica eslava meridional o «ilirista» en general. Una fuente importante para las invenciones heráldicas de Ohmučević fue el Wappenbüchlein de Virgil Solis (1555), que contiene escudos ficticios de «reinos extranjeros».
Los Armoriales ilirios incluyen los siguientes armoriales, con fechas estimadas entre paréntesis:
| Armorial                                                 | Fecha                                           | Descripción |
| -------------------------------------------------------- | ----------------------------------------------- | --- |
| Armorial de Ohmučević (Ohmučevićev grbovnik)             | 1584–94                                         | |
| Armorial de Belgrado II (Beogradski grbovnik II)         | 1574–1603                                       | en latín, uno de los Armoriales ilirios más antiguos y bellos.                                                  |
| Armorial de Korjenić-Neorić (grbovnik Korjenića-Neorića) | 1595                                            | en eslavo (cirílico) y latín.                                                                                   |
| Armorial de Tasovčić (Tasovčićev grbovnik)               | 1596–1623                                       | |
| Armorial de Berlín (Berlinski grbovnik)                  |                                                 | |
| Armorial de Palinić (Palinićev grbovnik)                 | finales del siglo XVI, comienzos del siglo XVII | en eslavo (cirílico) y latín                                                                                    |
| Armorial de Althann (Altanov grbovnik)                   | 1614                                            | basado en un antiguo armorial, copiado en Viena, hecho por el austriaco feldmarschall Althann.                  |
| Armorial de Londres (Londonski grbovnik)                 | 1637                                            | |
| Armorial de Skorojević (Skorojevićev grbovnik)           | 1633                                            | en latín, basado en el Armorial de Altan.                                                                       |
| Armorial de Fojnica (Fojnički grbovnik)                  | 1675                                            | Realizado para la rama más joven de los Ohmučević y con el fin de obtener el estatus de nobleza austríaca.      |
| Armorial de Split (Splitski grbovnik)                    | 1740                                            | |
| Armorial de Kevešić (Kevešićev grbovnik)                 | 1740                                            | en latín. |
| Armorial de Saraka (Sarakin grbovnik)                    | 1746                                            | en latín, creado por el ragusano Miho Pešić para 'P. M. P'.                                                     |
| Armorial de Olovo (Olovski grbovnik)                     | finales del siglo XVII                          | en latín, sin colorear, copia del Armorial de Korenić-Neorić, probablemente de Iván Benigni.                    |
| Armorial de Vukoslavić (Vukoslavićev grbovnik)           | 1700                                            | en latín, probablemente copiado junto con el Armorial de Olovo, hecho para el clérigo de Split Petar Vukoslavić |
| Armorial de Pašković (Paškovićev grbovnik)               | 1820–25                                         | [ 9 ] |
| Armorial de Festetić (Festetićev grbovnik)               | 1837                                            | en latín, copia del Armorial de Ohmučević.                                                                      |
| Armorial de Šafarik (Šafarikov grbovnik)                 | 1845                                            | en cirílico, copia del Armorial de Fojnica, realizado para Janko Šafarik.                                       |
| Armorial de Pašalić (Pašalićev grbovnik)                 | 1842                                            | Buena copia del Armorial de Fojnica, realizado por Filip Pašalić para Ljudevit Gaj.                             |